# Podmolnik
Podmolnik este o localitate din comuna Ljubljana, Slovenia, cu o populație de 397 de locuitori.